# 犬丸鈴
犬丸鈴（日语：犬丸 りん，本名：山崎 典子（やまざき のりこ），1958年—2006年9月10日），日本女性漫畫家、散文家。出身於東京都。
代表作是1998年在電視NHK教育頻道播出至今，擔任人物原案的電視動畫《丸少爺》。筆名來自她以前養的狗、喜歡忍者、日語五十音圖的行及。

## 生平
筑波大學研究所藝術研究科、設計專攻視覺傳達領域畢業。1990年在《Morning》（講談社）連載，從此正式出道。
2006年9月10日，驚傳在自家公寓跳樓輕生，送到醫院之前確認已經死亡，享年48歳。死後，母親在工作室找到遺書，自殺原因是「無法工作（仕事ができない）」。並經由武藏野警察署的初步判斷，可能是在工作上遇到瓶頸和壓力產生厭世而企圖自殺。
雖然她負責人物原案的電視動畫《丸少爺》尚未完結，但是在本人的部落格和留言版表示「希望今後能繼續播出」，從此該動畫的製作團隊遵照此遺願繼續播出。

## 主要作品

### 漫畫
- 丸少爺
- （出道作品和首部單行本化作品）